# Chloe Lattanzi
Chloe Rose Lattanzi (Los Angeles, 17 gennaio 1986) è un'attrice e cantante statunitense.

## Biografia

### Primi anni
Chloe Rose Lattanzi è nata il 17 gennaio 1986, al Cedars-Sinai Medical Center di Los Angeles, California. È l'unica figlia della cantante ed attrice Olivia Newton-John e dell'attore Matt Lattanzi, che hanno divorziato nel 1995. Il suo bisnonno materno era il fisico Max Born, vincitore del Premio Nobel.
Da quando ha compiuto 18 anni ha subito numerose procedure di chirurgia plastica, per un valore superiore a $ 500.000. Nel 2013 è stata curata per dipendenza da alcol e cocaina. Nel 2017 si è trasferita con il fidanzato James Driskill in Oregon, dove hanno comprato una fattoria e avviato un'attività di marijuana.

### Carriera musicale
Nel 2002 ha interpretato il ruolo di Chrissy in una produzione teatrale di Melbourne del musical degli anni sessanta Hair ed è anche l'autrice della canzone Can I Trust Your Arms, inserito nell'album del 2005 della madre Stronger Than Before. Nel 2008 è apparsa nel reality show Rock the Cradle, classificandosi in terza posizione. Nel mese di ottobre 2010 il suo singolo di debutto Wings and a Gun è stato digitalmente pubblicato in Giappone.
Nel 2015 il singolo You Have to Believe, con il produttore Dave Audé e Olivia Newton-John, ha raggiunto il primo posto nella classifica Dance Club Songs di Billboard.

## Discografia

### Album in studio
- No Pain (2016)

### Singoli
- Wings and a Gun (2010)
- Play with Me (2011)
- You Have to Believe (2015) (con Dave Audé e Olivia Newton-John)
- Window in the Wall (2021)

## Filmografia
- Paradise Beach (1993)
- Un papà per Natale (A Christmas Romance) – film TV (1994)
- Mannheim Steamroller's Christmas Angel (1998)
- The Enchanted Billabong (1999)
- Bette (2001) (episodio: "The Invisible Mom")
- The Wilde Girls – film TV (2001)
- Dead 7 – film TV (2016)
- Sharknado 5: Global Swarming – film TV (2017)
- Dancing with the Stars Australia (2020) (concorrente)